# Skomantas de Sudovia
Skomantas, Skalmantas o Komantas, en sudovio *Gomants o *Komants, en ruteno Komat, en Latín Koommat, en alemán Skomand y Skumand; (n.1225(?) - m.1285) era un poderoso duque pagano y sacerdote de los yotvingios, uno de los clanes prusianos que se menciona en la crónica de Peter von Dusburg, durante el Gran Levantamiento Prusiano (1260–1274) contra los caballeros teutónicos.
Peter von Dusburg menciona al caudillo sudovio como líder de la sublevación de 1263 en la tierra de Chełmno, la fortaleza de los Cruzados. También dirigió campañas contra Pinsk y otros territorios eslavos por lo que no pudo dar apoyo total a la sublevación contra la Orden Teutónica aunque las décadas de 1260 y 1270 fueron las que mostraron la fuerza de su poder. Durante el levantamiento Skomantas, con ayuda de los lituanos, lideró un ejército de 4.000 hombres contra los cruzados teutónicos, pero los prusianos y otros pueblos bálticos ya estaban perdiendo su poder. Sudovia fue devastada entre 1280 y 1281 y Skomantas escapó con tres de sus hijos, Rukals, Gedetes y Galms a Rutenia Negra, territorio controlado en aquel tiempo por el Gran Ducado de Lituania. No obstante, pronto regresó, fue bautizado por el rito de la Iglesia católica y reconoció la superioridad de los caballeros teutónicos. Skomantas puso sus ejércitos al servicio de la Orden Teutónica y fue recompensado con tierras en Prusia. El precio a pagar fue muy alto, su clan perdió la lucha contra los caballeros y tras la germanización no sobrevivió como pueblo ya que fue asimilado totalmente.